# Kamaing
Kamaing (birman : ကာမိုင်းမြို့ ; également appelé Kamine) est une ville minière de jade située dans l'État kachin, dans la partie la plus septentrionale de la Birmanie. C'est la ville natale du journaliste Edward Michael Law-Yone (en).